# George Augustus Eliott, 1:e baron Heathfield
George Augustus Eliott, 1:e baron Heathfield, född 25 december 1717, död 6 juli 1790, var en brittisk militär.
Eliott blev officer vid kavalleriet 1737, deltog i österrikiska tronföljdskriget 1743-48 och utmärkte sig som regementschef i sjuårskriget 1757-61. Han blev generalmajor 1762 och deltog i en expedition till Kuba, blev 1763 generallöjtnant och 1775 guvernör i Gibraltar, som han hjältemodigt försvarade mot de förenade fransmännen och spanjorerna under hertigen av Crillon 1779-1783. År 1787 fick han pärsvärdighet med titeln baron Heathfield.
I Gibraltar finns Elliots Memorial som rests till hans minne.